# Kunglig toilette
Kunglig toilette är en komedifilm av Lars Molin från 1986. Den är 59 minuter lång och barntillåten. Den har repriserats av SVT 1999 och 2005.

## Handling
Filmen utspelar sig i en liten kommun dit kung Carl XVI Gustaf skall anlända på sin Eriksgata. Det blir hög press på kommunen med förberedelserna inför kungabesöket med sång, musik, mat, kulturella inslag och annat. Alla tycks ändå vara nöjda med att kungen ska komma, utom en - Egon Karlsson, vice kommunalråd och medlem i Republikanska klubben. Karlsson försöker få sin fru och sina partivänner inom Socialdemokraterna att avstyra det dyra kungabesöket men möts av oförståelse. Alla i kommunen ser fram emot besöket, inte minst ägaren till ortens stora industri som ser chansen att få affärsbekanta från Japan att besöka honom för att träffa drottning Silvia. 
Under de sista dagarna innan Eriksgatan uppstår dock en kris. Fabriken måste se till att det ska finnas toaletter tillgängliga för kungaparet under besöket. Ledningen tycker inte att fabrikens befintliga toaletter duger och uppdraget att i all hast få till två lyxtoaletter går till eriksgatemotståndaren Egon Karlsson, som driver en liten byggfirma. Toaletterna går bara att använda en gång, för avloppet slutar i en diskbalja. När den stora dagen är inne går saker och ting trots all planering snett. Det slutar med att kungaparets limousine får punktering och konvojen blir stående en bit från fabriken. Mottagningskommittén kan se kungaparet medan hjulet byts ut, men när det är gjort vänder konvojen och åker ifrån fabriken på grund av tidsbrist. 
I filmens sista scen går Egon Karlsson in i en av de specialbyggda toaletterna, och han hörs sjungandes "Internationalen".

## Rollista
- Gösta Bredefeldt - Egon Karlsson
- Claire Wikholm - Ellinor
- Bertil Norström - Göranson
- Lars-Erik Berenett - kungen
- Lennart R. Svensson - Frändfors
- Helge Skoog - Boström
- Ingvar Hirdwall - restaurangägaren
- Peder Falk - Major Munk
- Lasse Petterson - verkmästare
- Sonja Hejdeman - drottningen
- Christer Banck - stadsarkitekt
- Stefan Ekman - kommunens tekniker
- Margreth Weivers - ledare för Lottakåren
- Anders Nyström - stadsträdgårdsmästare
- Gunvor Pontén - kvinnoklubbens ordförande
- Åke Lagergren - socialdemokrat
- Ulla Akselson - socialdemokrat
- Ulla Skoog - socialdemokrat
- Kåre Santesson - sur man
- Måns Westfelt - hovmarskalken
- Helena Kallenbäck - körledare
- Gunnel Fred - sekreterare
- Michael Kallaanvaara - kökschef
- Niels Dybeck - pappershandlare
- Lars Hansson - kommunistisk ledamot
- John Zacharias - mannen från hembygdsföreningen
- Göthe Grefbo - kantor